# 빅터 프랑켄슈타인

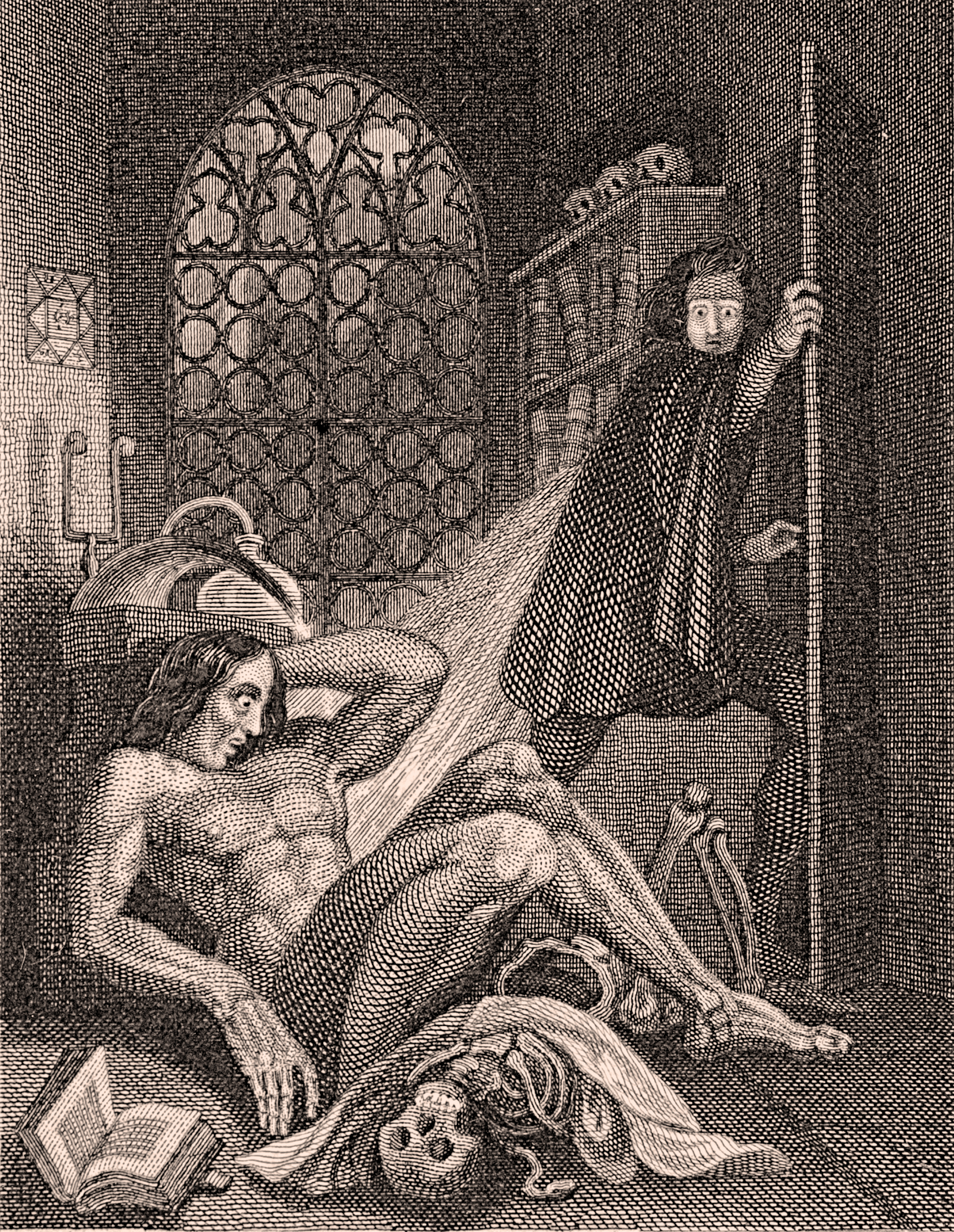

빅터 프랑켄슈타인은 영국의 작가 메리 셸리의 소설 프랑켄슈타인에 등장하는 인물이다. 과학적 호기심과 탐구심에 찬 그는 여러 시체 조각을 짜집기하여 인공의 생명을 가진 피조물 프랑켄슈타인 괴물을 탄생시킨다. 소설의 결말에서 자신의 운명을 한탄한 괴물에 괴롭힘과 괴물이 친구 가족을 죽인 그 고통 때문에 죽는다.

## 같이 보기
- 메리 셸리